# Błażejewo (Ermland-Mazurië)
Błażejewo is een plaats in het Poolse woiwodschap Ermland-Mazurië, in het district Gołdapski. De plaats maakt deel uit van de stad- en landgemeente Gołdap.
De plaats kan niet worden geassocieerd met een eerdere plaats met een Duitse naam in Oost-Pruisen en is waarschijnlijk na 1945 nieuw gesticht.